# German Defence League
Die German Defence League (englisch, Abkürzung: GDL) ist eine rechtsextreme, islamfeindliche Organisation. Die 2010 gegründete GDL orientiert sich an der britischen Organisation English Defence League und hat nach eigenen Angaben über 20 „Divisionen“. Die Organisation wird seit 2013 vom Verfassungsschutz beobachtet.

## Zielsetzung
Als das Ziel der GDL wird angegeben, die „jüdisch-christliche“ und „griechisch-römische“ Tradition zu bewahren. Diese sei vom Islam bedroht. Die Organisation versteht sich selbst als überparteiliche, selbständig agierende und unabhängige Menschenrechtsorganisation. Bundesweit firmiert sie unter dem englischsprachigen Motto: „Maximum Resistance and No Surrender“ (dt.: „Maximaler Widerstand und keine Kapitulation“). Zu ihren „Straßenaktionen“ gehören Aufmärsche gegen Koranverteilungskampagnen und Demonstrationen gegen Christenverfolgung.

## Organisation
Der GDL werden bundesweit etwa 100 feste Anhänger zugerechnet. Sie rekrutiert Anhänger gezielt auch unter rechtsextremen Hooligans. Nach Aussage von AfD-Gründer Bernd Lucke nach seinem AfD-Austritt 2015 war der damalige Co-Bundesvorsitzende der der AfD nahestehenden Jugendorganisation Junge Alternative, Markus Frohnmaier, Mitglied in der German Defence League gewesen.
Laut dem Verfassungsschutz Niedersachsen hat die GDL eine neue Organisationsstruktur. Es gebe keine regionalen oder lokalen Divisionen mehr, sondern nur noch vier überregionale Legionen: Nord, Süd, Ost, West.

## Kooperationen
Die GDL weist eine Nähe zu den sogenannten „Identitären“ auf. Außerdem unterhält sie Kontakt zu Internetblogs wie Pax Europa und Politically Incorrect und arbeitet mit rechtspopulistischen Organisationen und Parteien wie Die Freiheit, den Republikanern und Teilen der Pro-Bewegung zusammen. Rechtspopulistische Politiker wie Geert Wilders oder Marine Le Pen werden in Äußerungen unterstützt.

## Symbole
Als Logo verwendet die GDL eine abgewandelte Form der Wirmer-Flagge, eine „an die Reichskriegsflagge erinnernde“ schwarz-rot-goldene Flagge, angeordnet „in nordeuropäischer Kreuzform“.

## Einordnung
Patrick Gensing verweist auf die militaristische Sprache der Organisation und nennt die GDL als ein Beispiel für die Radikalisierung in den militanten Bereich. Andreas Speit sieht in der GDL „radikale Islam-Feinde mit Neonazi-Verbindung“. Der damalige niedersächsische Innenminister Boris Pistorius zählte die GDL zu den rechtsextremistischen Gruppierungen. Im Bremer Verfassungsschutzbericht 2014 wurde die Organisation als rechtsextremistisch und islamfeindlich bezeichnet. Der niedersächsische Verfassungsschutz stuft die GDL nicht als rechtsextrem, aber islamfeindlich und rechtspopulistisch ein. Allerdings unterhalte die angeblich unabhängige „Legion Hildesheim“ Kontakte zu Rechtsextremisten.